# Maurice Strakosch

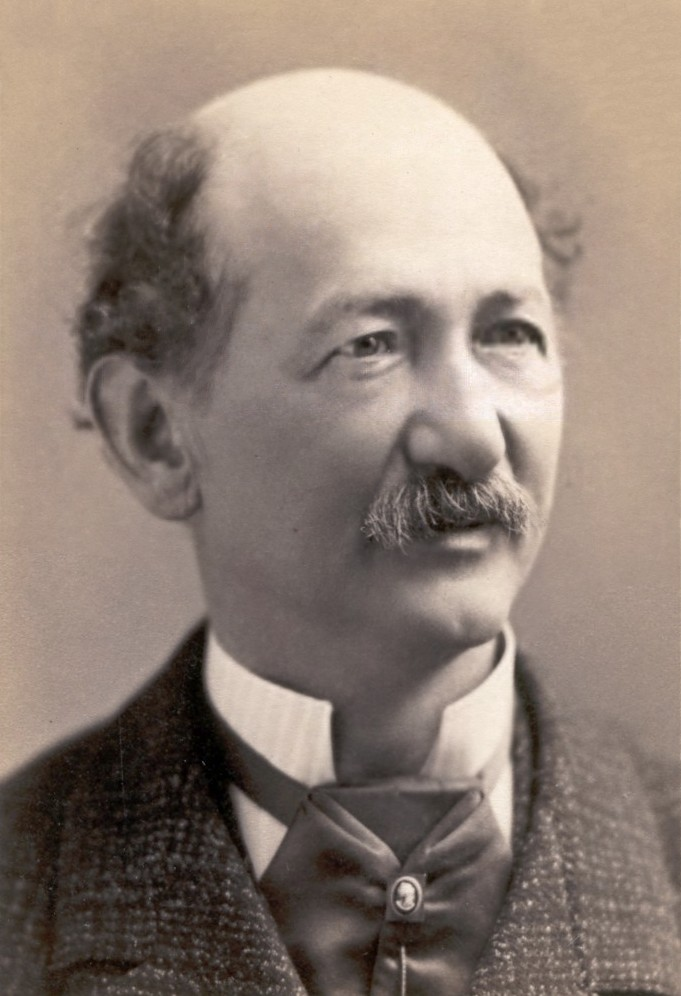
Maurice Strakosch: Foto von José María Mora um 1875

Maurice Strakosch, auch Moritz Strakosch (* 15. Januar 1825 in Groß Seelowitz, Kaisertum Österreich; † 9. Oktober 1887 in Paris) war ein tschechisch-amerikanischer Komponist und Konzertunternehmer.

## Leben
Strakosch debütierte als Pianist elfjährig in Brünn mit einem Klavierkonzert von Johann Nepomuk Hummel. Ein Jahr später ging er nach Wien und studierte am Konservatorium Klavier bei Simon Sechter. Da er davon träumte, ein großer Operntenor zu werden, nahm er eine Stelle als Sänger am Opernhaus von Zagreb an. Später ging er nach Italien, wo ihn Giuditta Pasta förderte. Sie gab ihm Gesangsunterricht, überzeugte ihn aber zugleich davon, eine Laufbahn als Pianist zu verfolgen.
1848 kam er auf Einladung des Sängers Salvatore Patti, den er bei einem Konzert 1843 kennengelernt hatte, nach New York. Er organisierte hier mit Erfolg ein Musikfestival mit der Operntruppe Pattis und unternahm anschließend mit dessen Tochter Amelia Patti und Teresa Parodi, einer Schülerin Giuditta Pastas, eine Tournee durch die USA. 1852 heiratete er Amelia Patti.
Ab 1855 leitete Strakosch eine eigene Opernkompanie. Zugleich hatte er einigen Erfolg als Komponist von Klavierstücken, und 1857 wurde seine Oper Don Giovanni di Napoli in New York aufgeführt. Mit dem norwegischen Geiger Ole Bull reiste er als dessen Klavierbegleiter durch die USA. Als Impresario arbeitete Strakosch für seine Schwägerinnen Adelina und Carlotta, außerdem für Christine Nilsson, Gabrielle Krauss und Marie Heilbron. In Paris veröffentlichte er nicht lange vor seinem Tod seine Erinnerungen Souvenirs of an Impresario. Auch sein jüngerer Bruder Max Strakosch wurde als Opernimpresario bekannt.